# America's Suitehearts
America's Suitehearts è il 2° singolo estratto dall'album dei Fall Out Boy "Folie à Deux".
La canzone è stata eseguita al Late Night with Conan O'Brien, e all'MTV Inaugural Celebration.
La canzone ha debuttato alla # 44 alla fine di dicembre 2008 in Australia e più tardi ha raggiunto il suo picco di corrente, # 26, nel 2009. "America's Suitehearts" ha debuttato anche alla # 97 nella Official Singles Chart il 31 gennaio 2009
La canzone è stata inserita nella raccolta Believers Never Die: Greatest Hits.

## Video
Il video per il brano coinvolge diverse persone drasticamente cambiate da media e paparazzi, che è ciò di cui la canzone parla.
Vengono mostrati i membri della band travestiti con costumi da circo che suonano in una giostra.
Wentz ha inoltre affermato che il video musicale è stato ispirato dal regista Federico Fellini.

## Remix
Il 30 marzo, il remix ufficiale, chiamato Hip-Hop Remix, con i rapper Joe Budden, 88-Keys e Murs. Nella canzone, il rapper discute dell'industria della musica, con Patrick Stump al coro. Un altro remix è stato pubblicato subito dopo, con Lil Wayne, nonché un remix fatto da Mark Hoppus.

## Charts
| Classifica (2008 - 2009)         | Posizione |
| -------------------------------- | --------- |
| Australian Singles Chart         | 26        |
| U.S. Billboard Hot 100           | 78        |
| U.S. Billboard Pop 100           | 51        |
| U.S. Billboard Mainstream Top 40 | 30        |
| U.S. Billboard Hot Digital Songs | 71        |
| Official Singles Chart           | 76        |